# Resolutie 2191 Veiligheidsraad Verenigde Naties
Resolutie 2191 van de Veiligheidsraad van de Verenigde Naties werd op 17 december 2014 met unanimiteit aangenomen door de VN-Veiligheidsraad. De resolutie verlengde de toestemming aan de VN-hulporganisaties en diens partners om via een aantal welbepaalde grensovergangen door Syrische conflictgebieden te trekken om noodhulp te leveren aan de bevolking.

## Achtergrond
In 2011 braken in navolging van andere Arabische landen ook in Syrië protesten uit tegen het regime. Dat regime van president Bashar al-Assad probeerde de protesten met harde hand neer te slaan, waarbij duizenden doden vielen. Eind 2011 stelde de Arabische Liga een vredesplan voor en stuurde waarnemers, maar dat plan mislukte. Van VN-kant werden verscheidene resoluties van de Veiligheidsraad geblokkeerd door Rusland en China. In februari 2012 werd voormalig Secretaris-Generaal Kofi Annan aangesteld als bemiddelaar. Zijn plan hield een staakt-het-vuren in dat op 10 april 2012 moest ingaan, en waarop VN-waarnemers zouden toezien. Twee weken later werd hiertoe de UNSMIS-missie met 300 ongewapende militaire waarnemers opgericht.

## Inhoud
De burgeroorlog in Syrië had inmiddels al meer dan 190.000 doden gemaakt. 12,2 miljoen mensen hadden dringend noodhulp nodig; 7,6 miljoen die op de vlucht waren in het land zelf, 4,5 miljoen die in moeilijk bereikbare gebieden woonden en 212.000 die vast zaten in belegerde gebieden. Onder hen waren ook Palestijnse vluchtelingen. Daarnaast waren 3,2 miljoen mensen het land ontvlucht. Honderdduizenden waren op de vlucht geslagen in gebieden die onder controle van Islamitische Staat en Al Nusra-Front en hun gewelddadige extremistische ideeën stonden.
De conflicterende partijen gaven echter geen gehoor aan de resoluties 2139 en 2165, die hulpverlening aan de noodlijdende bevolking hadden geëist. Ze werden ook herinnerd aan het internationaal recht, dat aanvallen op de bevolking, scholen en ziekenhuizen verbiedt. Hulpverleners werden aangevallen en konvooien met hulpgoederen geplunderd en vernietigd. Desondanks slaagde men erin noodhulp tot bij de mensen te brengen, ook in moeilijk bereikbaren plaatsen als Aleppo, Idlib, Quneitra en Daraa, maar er was meer nodig.
De toestemming aan hulporganisaties om gebruikmakend van vier welbepaalde grensovergangen door conflictgebied te trekken om noodhulp tot bij de behoevenden te brengen werd verlengd tot 10 januari 2016.

## Verwante resoluties
- Resolutie 2139 Veiligheidsraad Verenigde Naties
- Resolutie 2165 Veiligheidsraad Verenigde Naties
- Resolutie 2258 Veiligheidsraad Verenigde Naties (2015)

Lijst ·  2133 ·  2134 ·  2135 ·  2136 ·  2137 ·  2138 ·  2139 ·  2140 ·  2141 ·  2142 ·  2143 ·  2144 ·  2145 ·  2146 ·  2147 ·  2148 ·  2149 ·  2150 ·  2151 ·  2152 ·  2153 ·  2154 ·  2155 ·  2156 ·  2157 ·  2158 ·  2159 ·  2160 ·  2161 ·  2162 ·  2163 ·  2164 ·  2165 ·  2166 ·  2167 ·  2168 ·  2169 ·  2170 ·  2171 ·  2172 ·  2173 ·  2174 ·  2175 ·  2176 ·  2177 ·  2178 ·  2179 ·  2180 ·  2181 ·  2182 ·  2183 ·  2184 ·  2185 ·  2186 ·  2187 ·  2188 ·  2189 ·  2190 ·  2191 ·  2192 ·  2193 ·  2194 ·  2195